# Челе ди Булгерия
Чѐле ди Булгерѝя (на италиански: Celle di Bulgheria) е село и община в Южна Италия, провинция Салерно, регион Кампания. Разположено е на 234 метра надморска височина. Към 1 януари 2023 г. населението на общината е 1733 души.

## История
Кан Алцек, четвъртият син на кан Кубрат, който с част от народа си, който му е бил подчинен след удара на хазарите върху Стара Велика България, се преселва в Италия и сключва договор с краля на лангобардите Гримоалд I (662 – 671 г.), който му позволява да се смята за федерат (съюзник).
Прабългарите се заселват в региона Молизе – в тогавашните околии Селино, Бояно и Изериня. Те стават лоялни и коректни федерати и съвсем естествено постепенно се асимилират. Името на градчето, буквално преведено означава „Българските килии“. Това се дължи на откритите килии, които напомнят скалните манастири в България. Жителите му нямат българско самосъзнание. Съществува интерес към историческите факти по-скоро от страна на българите и българските общности, живеещи в Италия, провокирано не само от името на селището, но и от издигащата се в района планина, носеща името Монте Булгерия. В цяла Италия могат да се срещнат италиански фамилни имена, които напомнят своя български произход като Булгарини, Булгарели, Булгаручи, Булгаро, Булгари.
На 8 юни 2016 г. в Челе ди Булгерия е открит паметник кан Алцек.

## Забележителности
Забележителности в Челе ди Булгерия са: църквата „Света Мария деле Неви“, площад „Умберто I“, паметникът на падналите във войните, паметникът на кан Алцек и др.
- Нов железопътен виадукт над река Мингардо през 2019 г.
- Църквата „Света Мария делле Неви“ през 2009 г.
- Стълбище на историческия център през 2009 г.
- Историческия център през 2009 г.
- Паметникът на кан Алцек, открит през 2016 г.

## Международни отношения

### Побратимени населени места
- Велики Преслав, България
- Болгар, Русия